# 瓦尔德布勒尔
瓦尔德布勒尔（德語：Waldbröl，發音：[ˈvaltˌbʁøːl] ⓘ）是德国北莱茵-威斯特法伦州科隆行政区上贝格县的城市，面积63.32平方千米，2023年12月31日人口为20,081人。

## 友好城市
- 英国 威特姆（1986年）
- 德国 于特博格（1990年）
- 波蘭 希維博濟采（1996年）